# Škotski obred
Drevni i prihvaćeni škotski obred (engl. Ancient and Accepted Scottish Rite, skraćeno AASR; fran. Rite écossais ancien et accepté, REAA), jedan je od najvažnijih i najpoznatijih  obreda u slobodnom zidarstvu i ujedno najrašireniji obred u svijetu. Sastoji se od ukupno 33 stupnja. U nekim dijelovima svijeta, središnje upravno tijelo, vrhovno vijeće, ima nadležnost isključivo nad stupnjevima od 4. do 33. U drugim slučajevima, kao i unutar reda Le Droit Humain, Škotski red djeluje kao objedinjeno tijelo koje pokriva sve stupnjeve od 1. do 33. 
Najčešće se naziva jednostavno Škotski obred (Scottish Rite), iako se u Engleskoj i Australiji naziva Rose Croix, prema jednom od svojih stupnjeva. Ipak, taj naziv može izazvati zabunu jer se ne smije poistovjećivati s neovisnim Rozenkrojcerskim društvom (Societas Rosicruciana). Naziv reda može se blago razlikovati ovisno o nadležnostima i konstitucijama; primjerice, engleska i irska konstitucija izostavljaju pridjev "škotski", pa je u tim zemljama poznat kao Drevni i prihvaćeni obred (Ancient and Accepted Rite).
Majstori iz drugih obreda u mnogim zemljama mogu pristupiti višim stupnjevima Škotskog reda počevši od četvrtog stupnja, što svjedoči o njegovoj popularnosti. Ovaj red nadograđuje etička učenja i filozofiju temeljenu u radu plave lože, koristeći dramatske prikaze pojedinih stupnjeva kao sredstvo prenošenja poruka i simbola. Pojam plava loža odnosi se na prva tri stupnja – učenik, pomoćnik i majstor – bez obzira na obred koji se prakticira. U sustavu Škotskog reda, ti se stupnjevi također nazivaju "plavim", a ne "crvenim" stupnjevima.
Škotski red u Hrvatskoj djeluje kroz nekoliko neovisnih organizacija povezanih s hrvatskim velikim ložama.

## Povijest

### Stupanj Škotskog majstora
Postoje zapisi o ložama koje su dodjeljivale stupanj "škotskog majstora" (Scots Master ili Scotch Master) već od 1733. godine. Najraniji poznati primjer je loža koja se sastajala u gostionici kod Temple Bara u Londonu. Ostale lože uključuju onu u Bathu iz 1735. godine te francusku Ložu "Sv. Juraj od opservancije" (Loge St. George de l'Observance) br. 49 u Covent Gardenu iz 1736. godine. Ti rijetki zapisi upućuju na to da su se radilo o posebnim sastancima organiziranim za izvođenje neuobičajenih ceremonija, vjerojatno uz prisutnost posjetitelja slobodnih zidara.
Copialeova šifra, šifrirani rukopis iz 1740-ih, navodi: "Stupanj škotskog majstora potpuno je nova izmišljotina..."

### Jakobitski utjecaj: mit ili stvarnost?
Slobodnozidarska literatura obiluje poveznice na jakobite, no problem je u tome što su te tvrdnje često međusobno proturječne, zbog čega postoje značajna neslaganja među autorima. Jedni tvrde da je utjecaj jakobita na nastanak viših stupnjeva u slobodnom zidarstvu zanemariv i da je riječ tek o mitu, dok drugi smatraju da je taj utjecaj stvaran, pa čak i presudan.
Pristalice "mitološke teze" vjeruju da je izvor nesporazuma jedna nepromišljena tvrdnja Johna Noorthouka iz 1784., iz Knjige konstitucija prve Velike lože Engleske. Tamo se, bez ikakvih dokaza, navodilo da je engleski kralj Karlo II. (stariji brat i prethodnik Jakova II.) bio primljen u slobodno zidarstvo tijekom svog progonstva u Nizozemskoj (1649. – 1660.). Danas je jasno da u to vrijeme na europskom kontinentu još nije ni bilo masonskih loža. Ta je tvrdnja najvjerojatnije bila pokušaj laskanja bratstvu – prizivajući ugled bivšeg monarha kao navodnog člana. Legendu je kasnije dodatno obogatio John Robison, profesor filozofije na Sveučilištu u Edinburghu, u svom protumasonskom djelu Dokazi urote protiv svih religija i vlada Europe objavljenom 1797. godine.
Unatoč svemu, i prije Noorthoukovih tvrdnji postoje arhivske naznake o povezanosti jakobita ssa slobodnim zidarstvom, a najvažnije među njima nalaze se u prepisci iz razdoblja 1777. – 1783. između danskog baruna von Wachtera i princa Charlesa Edwarda Stuarta, sina Jakova III. Stuarta i nećaka Karla II. U jednom memorandumu, napisanom 21. rujna 1777. i odobrenom od strane Charlesa Edwarda, izrijekom se navodi kako je "više istaknutih ljudi iz njegove kuće [misli se na kuću Stuart] bilo slobodnim zidarima". Wachterova misija bila je istražiti koliku su ulogu jakobiti imali u stvaranju slobodnog zidarstva uopće, a posebno u oblikovanju viših stupnjeva, osobito onih s templarskom simbolikom. Slično tome, 1767. godine – godinu dana nakon smrti Jakova III. u Rimu – grof od Clermonta, veliki majstor prve Velike lože Francuske, u jednom pismu markizu de Gagesu navodi da je Jakov III., kojega naziva "princ Edward", bio ključna figura u razvoju viših stupnjeva, te da je tzv. "Kraljevska loža" koja je djelovala u Francuskoj dugo vremena, bila posvećena upravo njegovoj osobi.
Sredinom 19. stoljeća, poznati engleski autor George Oliver u svom djelu Historical Landmarks tvrdi da je kralj Karlo II. redovito prisustvovao sastancima slobodnih zidara. Iako u to postoji opravdana sumnja, francuski autori poput Jean-Marie Ragona i Emmanuela Rebolda potvrđuju tu tvrdnju – pri čemu je Rebold čak izmislio teoriju da su visoki stupnjevi nastali upravo u Loži "Canongate Kilwinning" u Edinburghu. Međutim, jedno je pobijati takve spekulacije, a drugo je ignorirati činjenicu da su prvi visoki stupnjevi doista obilovali poveznicama na dinastiju Stuart. Tako primjerice, stupanj kraljevskog luka, poznat u engleskoj inačici kao Sveti kraljevski luk, izravno se poziva na kralja Jakova I., djeda Karla II.

### Etienne Morin na Karibima
Francuski trgovac Etienne Morin bio je uključen u visoke stupnjeve u Bordeauxu od 1744. godine. Godine 1748. osnovao je "škotsku ložu" u gradu Cap-Français, na sjevernoj obali francuske kolonije Saint-Domingue (današnji Haiti). Tijekom sljedećeg desetljeća, slobodno zidarstvo visokih stupnjeva širilo se zahvaljujući francuskim slobodnim zidarima u drugim gradovima zapadne hemisfere. Loža u Bordeauxu dala je ovlasti ili priznala sedam škotskih loža u toj regiji.
U Parizu je 27. kolovoza 1761. Morinu izdan patent kojim je imenovan "velikim inspektorom za sve dijelove Novoga svijeta". Patent su potpisali dužnosnici Velike lože Francuske i izvorno se čini da je Morinu davao ovlasti isključivo nad simboličkim ložama, a ne i nad visokim, tzv. škotskim stupnjevima. Kasnije kopije tog patenta, vjerojatno su naknadno proširene – moguće i od samog Morina – kako bi ojačale njegov autoritet nad visokim stupnjevima u Zapadnoj Indiji.
Morin se 1762. ili 1763. vratio u Saint-Domingue i, temeljem proširenog patenta, preuzeo je ovlasti za osnivanje loža svih stupnjeva, šireći visoke stupnjeve po Zapadnoj Indiji i Sjevernoj Americi. U Saint-Domingueu je ostao do 1766., kada se preselio na Jamajku. U Kingstonu je 1770. osnovao Veliko vijeće Jamajke (Grand Council of Jamaica), poznato i kao "veliki kapitel" njegovog novog reda. Morin je umro 1771. i pokopan je u Kingstonu.

### Obred od 25 stupnjeva
Dugo se vjerovalo da je Obred savršenstva, koji se sastojao od 25 stupnjeva i prethodio današnjem Škotskom obredu, nastao u Parizu kroz visoko vijeće koje se nazivalo "Vijeće careva Istoka i Zapada". Naziv ovog obreda prvi se put javlja u predgovoru tzv. Velike konstitucije iz 1786., iako se danas zna da je vjerodostojnost tog dokumenta upitna. Najviši stupanj u tom redu bio je "uzvišeni princ kraljevske tajne" (Sublime Prince of the Royal Secret). Danas se općenito prihvaća da je ovaj sustav 25 stupnjeva sastavio Etienne Morin, te se pravilnije naziva Obred kraljevske tajne ili Morinov obred.
Međutim, osnivači Škotskog reda nazivali su ga Obred princa kraljevske tajne, kako su naveli u svom poznatom proglasu Pismo kroz dvije hemisfere (Circular throughout the two Hemispheres), objavljenom 4. prosinca 1802. godine.

### Francken i njegovi rukopisi
Henry Andrew Francken, naturalizirani britanski podanik nizozemskog podrijetla, imao je ključnu ulogu u pomaganju Étienneu Morinu u širenju slobodnog zidarstva visokih stupnjeva u Novom svijetu. Jedna od prvih Morinovih odluka po povratku u Zapadnu Indiju bila je imenovanje Franckena za zamjenika vrhovnog inspektora. Francken je blisko surađivao s Morinom i 1771. godine sastavio je knjigu rukopisa s ritualima od 15. do 25. stupnja. Ukupno je izradio najmanje četiri takva rukopisa:
- Prvi, iz 1771., sadržava rituale od 15. do 25. stupnja;
- Drugi datira iz 1783. godine;
- Treći, nepoznatog datuma, pisan je Franckenovom rukom, sadrži rituale od 4. do 25. stupnja, a pronađen je oko 1984. u arhivu Pokrajinske velike lože Lancashirea u Liverpoolu;
- Četvrti, također nepoznatog datuma, sadrži rituale od 4. do 24. stupnja, a poznato je da ga je H. J. Whymper darovao Kotarskoj velikoj loži Punjaba, gdje je ponovno pronađen oko 2010. godine.

Uz to, postoji i francuski rukopis iz razdoblja 1790. do 1800. godine koji sadržava svih 25 stupnjeva Obreda kraljevske tajne, uz dodatne detalje, kao i tri dodatna rituala viših stupnjeva. Njegova struktura upućuje na to da potječe iz istog izvora kao i Franckenovi rukopisi.

### Škotske lože savršenstva
Dana 12. travnja 1764. u New Orleansu je osnovana Loža savršenstva Škotske (Loge de Parfaits d'Écosse), prva loža viših stupnjeva na sjevernoameričkom kontinentu. Međutim, njezin vijek bio je kratak – Pariški mirovni sporazum iz 1763. godine prepustio je New Orleans Španjolskoj, čija je katolička kruna bila povijesno neprijateljski nastrojena prema slobodnom zidarstvu. Dokumentirana masonska aktivnost tada prestaje, a u New Orleans se vraća tek krajem 1790-ih, kada u grad pristižu francuski izbjeglice iz revolucijom zahvaćenog Saint-Dominguea.
Godine 1767., Henry Andrew Francken otputovao je u New York, gdje je 26. prosinca izdao povelju za osnivanje lože savršenstva u Albanyju, nazvane "Neizreciva" (Ineffable Lodge of Perfection). Time su stupnjevi savršenstva (od 4. do 14.) prvi put službeno uvedeni u jednoj od trinaest britanskih kolonija u Sjevernoj Americi. Ta povelja i rani zapisnici lože i danas postoje te se čuvaju u arhivu Vrhovnog vijeća Sjeverne jurisdikcije SAD-a. Zapisnici otkrivaju da je rad lože prestao 5. prosinca 1774. Obnovio ju je Giles Fonda Yates oko 1820./1821. godine, isprva pod Vrhovnim vijećem Južne jurisdikcije, sve do 1827., kada prelazi pod nadležnost Sjeverne jurisdikcije.
Tijekom boravka u New Yorku, Francken je stupnjeve prenio i Mosesu Michaelu Haysu, židovskom trgovcu, te ga imenovao zamjenikom vrhovnog inspektora. Godine 1781. Hays je imenovao osam novih zamjenika vrhovnog inspektora, od kojih su četvorica kasnije odigrala ključnu ulogu u osnivanju Škotskog reda u Južnoj Karolini: Isaac Da Costa stariji, zamjenik za Južnu Karolinu, Abraham Forst za Virginiju, Joseph M. Myers za Maryland i Barend M. Spitzer za Georgiju. Da Costa se vratio u Charleston, gdje je u veljači 1783. osnovao Uzvišenu Veliku ložu savršenstva (Sublime Grand Lodge of Perfection). Nakon njegove smrti u studenom iste godine, Hays je imenovao Myersa njegovim nasljednikom. Myers je, zajedno s Forstom i Spitzerom, osnovao nova tijela viših stupnjeva u Charlestonu.
Liječnik Hyman Isaac Long, porijeklom s Jamajke, a nastanjen u New Yorku, otputovao je 1796. u Charleston kako bi, na temelju ovlasti koje je primio od Spitzera, imenovao osam francuskih slobodnih zidara – izbjeglica iz Saint-Dominguea, gdje je tada buktala revolucija robova koja će 1804. rezultirati stvaranjem neovisne Republike Haiti. Ti su slobodni zidari u Charlestonu osnovali konzistorij 25. stupnja, poznat kao Prinčevi Kraljevske tajne (Princes of the Royal Secret), koji je prema riječima povjesničara brigadira A. C. F. Jacksona postao prvo vrhovno vijeće Škotskog obreda. Prema istraživanjima Lilliana Foxa, do 1801. godine upravo su tijela u Charlestonu bila jedina aktivna tijela Škotskog reda u cijeloj Sjevernoj Americi.

### Utemeljenje Škotskog obreda: 1801.
Iako je većina od 33 stupnja Škotskog obreda već postojala u ranijim sustavima viših stupnjeva, Škotski obred kao jedinstveni sustav formalno je osnovan tek u svibnju 1801. godine, osnivanjem Matičnog vrhovnog vijeća (Mother Supreme Council) u Charlestonu, Južna Karolina. Osnivački sastanak održan je u Shepheardovoj gostionici na uglu ulica Broad i Church – na istom mjestu gdje je 1754. osnovana prva masonska loža u Južnoj Karolini. Osnivači Škotskog obreda, poznati kao "Jedanaestorica iz Charlestona", bili su: John Mitchell – prvi Veliki zapovjednik Vrhovnog vijeća, Frederick Dalcho, Alexandre de Grasse, Jean-Baptiste Marie de La Hogue, Thomas Bartholemew Bowen, Abraham Alexander, Emanuel de la Motta, Isaac Auld, Israel de Lieben, Moses Clava Levy i James Moultrie.
Posebno je značajan bio Isaac Da Costa, koji je bio zadužen za širenje Morinovog Obreda kraljevske tajne u druge zemlje. On je još 1783. osnovao prva tijela tog reda u Južnoj Karolini, koja su 1801. preoblikovana u Vrhovno vijeće Škotskog obreda, Južna jurisdikcija. Danas sve regularne strukture Škotskog reda svoje porijeklo vode upravo iz tog tijela. U godinama koje su uslijedile osnovana su i druga Vrhovna vijeća: u Saint-Domingueu (današnji Haiti) 1802., u Francuskoj 1804., u Italiji 1805., u Španjolskoj 1811.
Dana 1. svibnja 1813., časnik iz Vrhovnog vijeća Charlestona uveo je nekoliko njujorških slobodnih zidara u 33. stupanj i organizirao Vrhovno vijeće za Sjeverni masonski okrug i jurisdikciju. Dana 21. svibnja 1814. to je vijeće ponovno aktivirano i formalno je izabralo, imenovalo i instaliralo svoje dužnosnike kao drugo Veliko i Vrhovno vijeće. Povelja ovog tijela, napisana 7. siječnja 1815., sadržavala je i napomenu: "Smatramo da ratifikacija treba biti datirana na dan 21. svibnja 5815." Službeno, današnje Vrhovno vijeće Sjeverne jurisdikcije računa svoj kontinuitet od 15. svibnja 1867., kada je došlo do ujedinjenja s konkurentskim Cerneauovim Vrhovnim vijećem u New Yorku – događaja poznatog kao "Unija 1867." Time je nastala današnja Sjeverna jurisdikcija Škotskog obreda u Sjedinjenim Američkim Državama.

### Albert Pike i njegova reforma
Albert Pike, rođen 1809. u Bostonu, Massachusetts, unutar Južne jurisdikcije Škotskog obreda smatra se ključnom osobom zaslužnom za njegov rast i uspjeh – od relativno nepoznatog masonskog obreda sredinom 19. stoljeća do međunarodnog bratstva kakvo je kasnije postao. U ožujku 1853. godine, u Charlestonu, Južna Karolina, Albert Mackey mu je dodijelio stupnjeve od 4. do 32., a iste godine Pike je imenovan zamjenikom inspektora za Arkansas.
Godine 1857. Pike je završio svoju prvu reviziju rituala od 4. do 32. stupnja i dao je tiskati 100 primjeraka. Ovu reviziju Mackey je nazvao Magnum Opus – no iako nikada nije službeno prihvaćena od strane Vrhovnog vijeća, prema riječima Artura de Hoyosa, glavnog arhivista i povjesničara Škotskog reda, upravo je Magnum Opus postao temelj budućih ritualnih revizija.
U ožujku 1858. Pike je izabran za člana Vrhovnog vijeća Južne jurisdikcije, a u siječnju 1859. postao je njegov veliki zapovjednik. Rad na ritualima prekinut je zbog izbijanja Američkog građanskog rata, no oko 1870. godine, zajedno s Vrhovnim vijećem, Pike seli u Washington. Konačnu verziju svojih ritualnih revizija dovršava 1884. godine. Albert Pike također je napisao i predavanja za sve stupnjeve, koja su 1871. godine objavljena pod naslovom Moral i dogma Drevnog i prihvaćenog škotskog obreda.
Veliki arhivar i veliki povjesničar Škotskog obreda de Hoyos napravio je sumirao je Pikeove revizije rituala prema skupinama stupnjeva. Tako su simbolički stupnjevi (1. – 3.) revidirani 1872. godine. "Zeleni" stupnjevi (4. – 14.) prošli su kroz revizije 1861., 1870. i 1883. godine. Stupnjevi 15. i 16. revidirani su 1861., 1870. i 1882. godine, dok su 17. i 18. stupanj izmijenjeni su 1861. i 1870. godine. "Crni" stupnjevi (19. – 30.) revidirani su 1867., 1879. i 1883. godine. Stupnjevi 31. i 32. također su prošli revizije 1867., 1879. i 1883. godine. Trideset treći stupanj revidiran je čak četiri puta: 1857., 1867., 1868. i 1880. godine.

## Opći ustroj
Drevni i prihvaćeni Škotski obred sastoji se od ukupno 33 stupnja. Prva tri stupnja – učenik, pomoćnik i majstor – dodjeljuju se unutar tzv. plavih loža ili simboličkih loža. Ti se stupnjevi nazivaju "plavi stupnjevi", a ne "crveni stupnjevi". Škotski obred daleko je najrašireniji slobodnozidarski obred u svijetu.
Preostalih trideset stupnjeva (od 4. do 33.), poznatih i kao visoki ili dodatni stupnjevi, predstavljaju proširenje i nadopunu prva tri, a njima upravljaju "Vrhovna vijeća 33. i posljednjeg stupnja Drevnog i prihvaćenog Škotskog reda" (Supreme Councils of the 33rd and final degree of the Ancient and Accepted Scottish Rite). Iako naziv vrhovnog vijeća može varirati ovisno o nadležnosti, struktura ostaje slična.
Važno je naglasiti da u slobodnom zidarstvu ne postoji viši stupanj od trećeg – stupnja majstora. Stoga se svi stupnjevi iznad trećeg trebaju smatrati dodatnim stupnjevima (čak i kada se nazivaju visokima); oni predstavljaju dodatnu edukaciju ili usavršavanje, a ne "viši čin" koji bi jednom majstoru dao viši status nad drugima.

### Upravljanje stupnjevima
Trideset i tri stupnja Škotskog obreda dodjeljuju različita upravna tijela. Prva među njima su plave lože koje dodjeljuju tri osnovna stupnja. Te lože djeluju pod okriljem nacionalnih velikih loža (ili u SAD-u – saveznih država), a ne pod vrhovnim vijećima.
Preostalih trideset stupnjeva (od 4. do 33.) dodjeljuje nekoliko tijela. Broj tijela i nadležnosti nad stupnjevima mogu varirati ovisno o jurisdikciji, no ova tijela su loža savršenstva (engl. Lodge of Perfection,  Loge de perfection), kapitel ružinog križa (Chapter of Rose Croix; Chapitre de Rose Croix), koncil kadoša (Council of Kadosh) ili areopag te konzistorij (Consistory).
Stupnjevi koji se izvode u ložama savršenstva poznati su kao "zeleni stupnjevi", u kapitelima ružinog križa se izvode tzv. "crveni stupnjevi", u koncilima kadoša, odnosno areopazima su tzv. "crni stupnjevi"; dok su posljenja tri stupnja tzv. "bijeli stupnjevi".
| Skupina stupnjeva | Južna jurisdikcija SAD | Sjeverna jurisdikcija SAD  | Kanada                | Engleska i Škotska    | Francuska             |
| ----------------- | ---------------------- | -------------------------- | --------------------- | --------------------- | --------------------- |
| 4° – 14°          | loža savršenstva       | loža savršenstva           | loža savršenstva      | kapitel ružinog križa | loža savršenstva      |
| 15° – 16°         | kapitel ružinog križa  | vijeće prinčeva Jeruzalema | kapitel ružinog križa | kapitel ružinog križa | kapitel ružinog križa |
| 17° – 18°         | kapitel ružinog križa  | kapitel ružinog križa      | kapitel ružinog križa | kapitel ružinog križa | kapitel ružinog križa |
| 19° – 30°         | koncil kadoša          | konzistorij                | konzistorij           | vrhovno vijeće        | areopag               |
| 31°               | konzistorij            | konzistorij                | konzistorij           | vrhovno vijeće        | tribunal              |
| 32°               | konzistorij            | konzistorij                | konzistorij           | vrhovno vijeće        | konzistorij           |
| 33°               | vrhovno vijeće         | vrhovno vijeće             | vrhovno vijeće        | vrhovno vijeće        | vrhovno vijeće        |

### Napredovanje kroz stupnjeve
Nadahnuto salomonskom tradicijom i usmjereno na izgradnju Jeruzalemskog hrama, napredovanje u Škotskom redu usko povezuje dva ključna kriterija: vrijeme – kao obilježje inicijacijskog procesa – i nadgradnja, koja od svakog člana zahtijeva da slijedi put koji Red pred njega postavlja. U sustavu Škotskog reda, osobna nadgradnja shvaća se kao dugotrajan proces koji se odvija na stazi istine, pravednosti i mudrosti.
Ova ideja o dugotrajnom napredovanju kroz stupnjeve nalazi uporište u temeljnim dokumentima Škotskog reda, osobito u Ustavu i Pravilima iz 1762. godine, koji se i danas nalazi na oltaru svake lože Južne jurisdikcije. Prema tom dokumentu, propisan je minimalni vremenski okvir potreban za primanje pojedinih stupnjeva: "Svi ovi stupnjevi, u koje se može biti iniciran samo nakon tajanstvenog broja mjeseci, kako bi se do svakog stupnja došlo redoslijedom, ukupno čine 81 mjesec."
Drugim riječima, prema izvornim pravilima Škotskog reda, najmanje sedam godina bilo je potrebno da se prođe kroz prvih 25 stupnjeva. Taj se proces ne može svesti na usamljeno i tiho traganje za osobnim ispunjenjem – u okviru Škotskog reda kolektivni projekt uvijek ima prednost nad individualnim ambicijama.

### Krilatica:Ordo ab Chao
Ova se krilatica vjerojatno prvi put pojavljuje u povelji od 1. veljače 1802. godine, koji je izdao slobodni zidar Alexandre, grof de Grasse, markiz de Tilly.
Izraz Ordo ab Chao (u prijevodu red iz kaosa) označava djelovanje načela reda, pri čemu kaos iz kojeg svi potječemo simbolizira patnju i nered ljudskog duha koji prethode putu prema duhovnom životu, miru i bratstvu. Krilatica se tumači kao poziv na masonsku misiju – uvođenje reda iz kaosa. On postaje izvor nade za one koji se nalaze u tami, a koji teže Svjetlu.

### Krilatica:Deus Meumque Jus
Latinski izraz Deus Meumque Jus znači Bog i moje pravo. To je krilatica 33. stupnja, a time i usvojeno geslo vrhovnog vijeća.
Riječ je o latinskom prijevodu izvorno francuskog izraza Dieu et mon droit, koji je moto kraljevskog grba Engleske. Prema predaji, engleski kralj Rikard Lavljeg Srca koristio je ovu frazu kao zavjetnu lozinku (parolu) prilikom opsade Gisorsa u Normandiji 1198. godine. Budući da je francuski kralj Filip II. August prethodno nezakonito prisvojio grad, Rikard je odabrao riječi Dieu et mon droit kako bi naglasio pravednost svog prava na taj teritorij. Nakon pobjede, Rikard je usvojio tu frazu kao osobnu krilaticu, a ona je kasnije postala trajni dio engleskog kraljevskog grba. Upravo zbog te povijesne simbolike, izraz je preuzet i u najviši stupanj Škotskog obreda, gdje označava božansko pravo, čast i zakonitost djelovanja.

## Struktura stupnjeva

### Simbolički stupnjevi
Škotski obred predstavlja potpuni slobodnozidarski sustav s vlastitim, posebnim inačicama rituala za plave lože, koji obuhvaćaju stupnjeve učenika, pomoćnika i majstora. To je ujedno i najrašireniji slobodnozidarski red u svijetu, pa se većina slobodnih zidara stupnja majstora inicira upravo kroz sustav Škotskog reda.
U Sjedinjenim Američkim Državama većina loža ne izvodi prva tri stupnja po ritualima Škotskog obreda, nego ih članovi prolaze u vlastitim sustavima prije eventualnog pristupanja višim stupnjevima Škotskog reda. Ipak, postoji određeni broj američkih loža koje prakticiraju plave stupnjeve Škotskog obreda, a njihov broj raste posljednjih godina. One prakticiraju simboličke stupnjeve po Škotskom obredu, no moguće je da koriste vlastite inačice rituala, koje se ne poklapaju nužno s ritualima Južne ili Sjeverne jurisdikcije.
Škotski plavi stupnjevi mnogo su češći u Europi, Aziji, Africi i Latinskoj Americi. Sve lože Međunarodnog reda Le Droit Humain rade kontinuirano od prvog do 33. stupnja isključivo prema Škotskom obredu. Većina loža pod okriljem Velike lože Francuske koristi upravo te rituale, kao i neke lože pod Nacionalnom velikom ložom Francuske. U Hrvatskoj, sve lože Velike nacionalne lože Hrvatske i Velike regularne lože Hrvatske rade po ovom obredu u plavoj loži, jednako kao i sve lože Velike nacionalne lože Srbije i Velike regularne lože Slovenije. U Španjolskoj, Škotski red je jedan od dominantnih rituala unutar Velike lože Španjolske.
Prema hipotezi povjesničara Alaina Bernheima i belgijskog istraživača Pierrea Noëla, izraženoj u radu iz 2002. godine, moguće je da Škotski simbolički stupnjevi potječu iz francuskog prijevoda prikaza Three Distinct Knocks, objavljenog u Londonu 1760. godine. No, ta teorija izaziva znatna neslaganja među masonolozima i ostaje predmet rasprave.

### Naslovi stupnjeva
Godine 2000. Južna jurisdikcija u Sjedinjenim Američkim Državama dovršila je reviziju svojih ritualnih scenarija. Trenutni ritual temelji se na Pikeovoj inačici, ali s određenim razlikama. Općenito gledano, nazivi stupnjeva i njihov redoslijed u Južnoj jurisdikciji ostali su uglavnom nepromijenjeni još od Pikeovog vremena.
Godine 2004. Sjeverna jurisdikcija SAD-a iznova je napisala i reorganizirala svoje stupnjeve, a dodatne izmjene uvedene su 2006. Tijekom te dvije revizije promijenjeni su nazivi za 21 od ukupno 33 stupnja.
Popis stupnjeva vrhovnih vijeća Australije, Engleske i Walesa te većine drugih nadležnosti uglavnom se podudara s onim Južne jurisdikcije SAD-a. S druge strane, popis stupnjeva u Sjevernoj jurisdikciji danas je donekle drugačiji i prikazan je u donjoj tablici. Popis stupnjeva Vrhovnog vijeća Kanade predstavlja kombinaciju obje verzije, uz nekoliko jedinstvenih naziva.
| Stupanj | Južna jurisdikcija SAD                       | Sjeverna jurisdikcija SAD           | Francuska i Kanada                       | Engleska i Wales                                            |
| ------- | -------------------------------------------- | ----------------------------------- | ---------------------------------------- | ----------------------------------------------------------- |
| 4°      | tajni majstor                                | graditelj                           | tajni majstor                            | tajni majstor                                               |
| 5°      | savršeni majstor                             | savršeni majstor                    | savršeni majstor                         | savršeni majstor                                            |
| 6°      | osobni tajnik                                | majstor mesingane zmije             | osobni tajnik                            | osobni tajnik                                               |
| 7°      | starješina i sudac                           | starješina i sudac                  | starješina i sudac                       | starješina i sudac                                          |
| 8°      | intendant gradnje                            | intendant gradnje                   | intendant gradnje                        | intendant gradnje                                           |
| 9°      | izabranik devetorice                         | majstor hrama                       | izabranik devetorice                     | izabranik devetorice                                        |
| 10°     | izabranik petnaestorice                      | glavni izabranik                    | izabranik petnaestorice                  | izabranik petnaestorice                                     |
| 11°     | izabranik dvanaestorice                      | uzvišeni izabrani majstor           | izabranik dvanaestorice                  | uzvišeni izabranik                                          |
| 12°     | majstor arhitekt                             | majstor milosrđa                    | veliki majstor arhitekt                  | veliki majstor arhitekt                                     |
| 13°     | kraljevski luk Salomona                      | majstor devetog luka                | kraljevski luk Salomona                  | kraljevski luk Henoka                                       |
| 14°     | savršeni izabranik                           | veliki izabrani zidar               | veliki izabrani potpuni i svijetli zidar | veliki izabrani potpuni i svijetli majstor                  |
| 15°     | vitez istoka ili vitez mača ili vitez orla   | vitez istoka ili vitez mača         | vitez istoka ili vitez mača              | vitez istoka ili vitez mača                                 |
| 16°     | princ Jeruzalema                             | princ Jeruzalema                    | princ Jeruzalema                         | princ Jeruzalema                                            |
| 17°     | vitez istoka i zapada                        | vitez istoka i zapada               | vitez istoka i zapada                    | vitez istoka i zapada                                       |
| 18°     | vitez ružinog križa                          | vitez ružinog križa iz Heredoma     | vitez ružinog križa                      | suvereni princ ružinog križa, ili vitez pelikana i orla     |
| 19°     | veliki pontifex                              | brat staze                          | veliki pontifex                          | veliki pontifex                                             |
| 20°     | majstor simboličke lože                      | majstor za života                   | majstor za života                        | prečasni veliki majstor                                     |
| 21°     | noahid, ili pruski vitez                     | patrijarh noahid                    | patrijarh noahid                         | patrijarh noahid                                            |
| 22°     | vitez kraljevske sjekire, ili princ Libanona | princ Libanona                      | princ Libanona                           | princ Libanona                                              |
| 23°     | poglavar Šatora sastanka                     | vitez hrabrosti                     | poglavar Šatora sastanka                 | poglavar Šatora sastanka                                    |
| 24°     | princ Šatora sastanka                        | brat od tolerancije                 | princ Šatora sastanka                    | princ Šatora sastanka                                       |
| 25°     | vitez mesingane zmije                        | majstor postignuća                  | vitez mesingane zmije                    | vitez mesingane zmije                                       |
| 26°     | princ milosrđa, ili Škotsko trojstvo         | prijatelj i brat vječni             | princ milosrđa                           | princ milosrđa                                              |
| 27°     | vitez Sunca, ili prosvijećeni princ          | vitez Jeruzalema                    | zapovjednik Hrama                        | zapovjednik Hrama                                           |
| 28°     | vitez zapovjednik Hrama                      | vitez Sunca                         | vitez Sunca                              | vitez Sunca                                                 |
| 29°     | škotski vitez svetog Andrije                 | vitez svetog Andrije                | vitez svetog Andrije                     | vitez svetog Andrije                                        |
| 30°     | vitez kadoš, ili vitez bijelog i crnog orla  | veliki inspektor                    | vitez kadoš                              | veliki izabrani vitez kadoš, ili vitez bijelog i crnog orla |
| 31°     | inspektor inkvizitor                         | vitez pretendent                    | inspektor inkvizitor zapovjednik         | veliki inspektor inkvizitor zapovjednik                     |
| 32°     | majstor kraljevske tajne                     | uzvišeni princ kraljevske tajne     | uzvišeni princ kraljevske tajne          | uzvišeni princ kraljevske tajne                             |
| 33°     | glavni inspektor                             | suvereni veliki generalni inspektor | suvereni veliki generalni inspektor      | suvereni veliki generalni inspektor                         |

## Iznimke, posebnosti i neslaganja
Neovisnost između simboličkih stupnjeva (1. – 3.) i viših stupnjeva (4. – 33.) nije uvijek bila jasno definirana kao danas – osobito u Francuskoj i Belgiji, gdje simboličke lože prakticiraju Škotski obred već od prvog stupnja. I danas neki rituali viših stupnjeva još uvijek spominju postojanje "prerogativa" koje potječu iz vremena prije službenog ustrojavanja Škotskog reda.
Sam naziv reda također je doživio blage varijacije. Tako primjerice neki autori, kao i Sjeverna jurisdikcija SAD-a, koriste naziv Drevni prihvaćeni škotski obred, Ancient Accepted Scottish Rite, (bez veznika i), što se na francuski prevodi kao Rite écossais ancien accepté, s naglaskom na "drevno prihvaćanje" samog obreda.
U brojnim nadležnostima postoje i određene posebnosti, ponekad minimalne, a ponekad i značajnije. One se uglavnom odnose na to koji se stupnjevi stvarno prakticiraju – dok se ostali često prenose "komunikacijom", u skladu s čestim običajem iz 18. stoljeća, dakle bez izvođenja punog rituala tog stupnja.
Danas je u nekim nadležnostima uobičajeno da loža savršenstva izvodi samo 4., 9., 12., 13. i 14. stupanj; kapitel izvodi 17. i 18. stupanj; areopag obično radi 22., 26., 28. i 30. stupanj. Ipak, postoje doline (ekvivalent orijentu lože) i nadležnosti koje izvode znatno više stupnjeva, dok neke insistiraju na izvođenju baš svakog stupnja, odbijajući praksu "komunikacije".
- U Engleskoj se obred najčešće naziva Drevni i prihvaćeni red (bez pridjeva "škotski") i zahtijeva ispovijedanje kršćanske vjere, točnije vjere u Presveto Trojstvo. Aktivno se prakticira samo 18. stupanj. 30. stupanj rezerviran je za bivše predsjedatelje kapitela, dok se stupnjevi iznad 30. dodjeljuju vrlo rijetko.[37] Od oko 400.000 članova Ujedinjene velike lože Engleske, svega 27.000 pripada Vrhovnom vijeću.
- U Škotskoj se najčešće prakticiraju 18. i 30. stupanj, dok se viši stupnjevi dodjeljuju po uzoru na engleski sustav.[38]
- U Francuskoj i Belgiji, ovisno o nadležnosti, najčešće se aktivno prakticiraju i iniciraju stupnjevi: 4., 9., 12., 13., 14., 15., 17., 18., 22., 26., 28., 30., 31., 32. i 33. U nekim belgijskim nadležnostima dodaju se i 5. i 29. stupanj. Broj stupnjeva koji se stvarno prakticira razlikuje se od zemlje do zemlje i od jedne nadležnosti do druge. Općenito, francuske nadležnosti prakticiraju manji broj stupnjeva unutar areopaga, dok belgijske naglasak stavljaju na kapitele.
- U Sjedinjenim Američkim Državama, Sjeverna jurisdikcija provela je znatnu reformu 2004. i 2006. godine, tijekom koje je promijenjeno ime 21 od ukupno 33 stupnja.[54][55] Osim toga, američki sustav poznat je po svojoj brzini – moguće je doseći 32. stupanj u vrlo kratkom vremenu, dok u Europi i Južnoj Americi napredovanje do tih stupnjeva obično zahtijeva više od dvadeset godina kontinuiranog rada i predanosti. Zbog toga brojne europske i južnoameričke nadležnosti ne priznaju automatski visoke stupnjeve koje su njihovi članovi stekli za vrijeme boravka u SAD-u.

Međunarodni red "Le Droit Humain" ne pravi razliku u nadležnostima između plavih stupnjeva (1. – 3.) i viših stupnjeva (4. do 33.), već ih smatra dijelom jedinstvenog sustava. Ovaj Red ima međunarodnu nadležnost nad svojim sustavom Škotskog obreda, pa tako i u Hrvatskoj.

## Europa

### Hrvatska
Prvi slobodni zidari iz Hrvatske dobili su više stupnjeve Škotskog obreda u Pragu 1991. godine. Članovima Velike lože Hrvatske, jedine regularne velike lože u Hrvatskoj, Vrhovno vijeće Hrvatske odobreno je u ožujku 2003. godine. 
Ovo vrhovno vijeće je član Europske konfederacije vrhovnih vijeća (engl. European Confederation of Supreme Councils).
Članovima mješovite i liberalne velike lože, Velike nacionalne lože Hrvatske, Vrhovni savjet Hrvatske odobren je u studenom 2017. godine u Rimu od strane Vrhovnog vijeća Italije. Ovaj vrhovni savjet je jedan od supotpisnika supotpisnika Velike opće povelja o visokim škotskim stupnjevima (fran. Grande Charte Universelle des Hauts Grades Ecossais) koju je 2019. godine potpisalo 31 vrhovno vijeće liberalnih nadležnosti.

### Francuska
Škotski red se pojavljuje se u Francuskoj 1804. godine, zahvaljujući grofu de Grasse, markizu de Tilly, koji se u to vrijeme vraćao s "Američkih otoka" (Antila). Te iste godine osniva i prvo Vrhovno vijeće u Francuskoj (fran. Suprême Conseil en France). U prosincu 1804. potpisan je ugovor o ujedinjenju između Velikog orijenta Francuske i Vrhovnog vijeća u Francuskoj, u kojem stoji da "Veliki orijent ujedinjuje sâm sa sobom" Vrhovno vijeće. Taj je dogovor u praksi bio na snazi do 1814. godine, čime Veliki orijent preuzima upravljanje nad Škotskim redom u Francuskoj. Od 1805. do 1814. Veliki orijent upravlja prvih 18 stupnjeva, dok je Vrhovnom vijeću prepušteno upravljanje stupnjevima od 19. do 33. Godine 1815., pet članova Vrhovnog vijeća osnivaju unutar Velikog orijenta Vrhovno vijeće obreda, dok prvotno Vrhovno vijeće prestaje s radom između 1815. i 1821.
Vrhovno vijeće "Otoka Amerike" (Suprême Conseil des Isles d'Amérique), koje je osnovao grof de Grasse, markiz de Tilly 1802. u Saint-Domingueu, a obnovio Delahogue oko 1810., ponovno aktivira prvotno francusko Vrhovno vijeće 1821. godine, te dolazi do ujedinjenja i nastaje novo, konsolidirano tijelo – Vrhovni savjet Francuske (Suprême Conseil de France). Ono se proglašava neovisnom i suverenom masonskom vlašću, te započinje osnivanje simboličkih loža (za prva tri stupnja), što je inače zadaća velikih loža ili velikih orijenata. Godine 1894., Vrhovni savjet Francuske osniva Veliku ložu Francuske, koja dobiva punu neovisnost 1904., kada Vrhovni savjet prestaje izdavati povelje za osnivanje novih loža. Unatoč tome, Vrhovni savjet se i dalje smatra čuvarom jedinstva i koherentnosti svih 33 stupnja Škotskog reda, te s Velikom ložom Francuske održava blisku suradnju, o čemu svjedoče i dva zajednička godišnja sastanka.
Godine 1899. osniva se neovisno vrhovno vijeće kao odgovor na težnje za mješovitim slobodnim zidarstvom. To tijelo postaje Vrhovno opće mješovito vijeće "Le Droit Humain" 1901. godine, nakon transformacije Velike simboličke škotske lože "Le Droit Humain", osnovane 1893. od strane Georgesa Martina i Marie Deraismes. Ova obedijencija temelji se na Velikim škotskim konstitucijama iz 1786., revidiranim na Konventu u Lausannei 1875., i prilagođena je mješovitom radu od 1. do 33. stupnja.
Godine 1964., tadašnji veliki zapovjednik Charles Riandey, zajedno s 400–500 članova, napušta Vrhovno vijeće Francuske i prelazi u Nacionalnu veliku ložu Francuske, smatrajući da njegovim odlaskom Vrhovno vijeće više ne postoji, iako ono nastavlja djelovati. Riandey se zatim ponovno inicira u svih 33 stupnja u Amsterdamu, te uz potporu Vrhovnog vijeća Južne jurisdikcije SAD-a osniva novo tijelo Vrhovno vijeće za Francusku (Suprême Conseil pour la France), koje biva jedino priznato od strane američkih Vrhovnih vijeća, nakon što je na Konventu u Barranquilli 1970. proglašeno jedinom regularnom vlasti Škotskog reda u Francuskoj, i to od strane najstarijeg Vrhovnog vijeća na svijetu – onog iz Južne jurisdikcije SAD-a.
Glavna vrhovna vijeća danas aktivna u Francuskoj:
- Vrhovno vijeće – Veliki kolegij Škotskog obreda,[69] proizašlo iz Vrhovnog vijeća iz 1804., službeno ustrojeno 1815., povezano s Velikim orijentom Francuske;
- Vrhovni savjet Francuske,[70] koje također potječe iz Vrhovnog vijeća osnovanog 1804., a ponovno je aktivirano 1821. od strane tzv. Vrhovnog vijeća "Otoka Amerike", osnovanog 1802. na Saint-Domingueu (današnji Haiti); danas je povezano s Velikom ložom Francuske;
- Međunarodno Vrhovno opće mješovito vijeće "Le Droit Humain", osnovano u svibnju 1899., a konačni naziv dobiva 1901. godine; sjedište mu je u Parizu;
- Vrhovno vijeće za Francusku,[71] proizašlo iz Vrhovnog vijeća Nizozemske, ustrojeno 1965., čiji su gotovo svi članovi porijeklom iz Nacionalne velike lože Francuske i Velike lože francuskog masonskog saveza;
- Vrhovno žensko vijeće za Francusku,[72], osnovano 1972. godine, povezano s Velikom ženskom ložom Francuske.
- Vrhovno nacionalno vijeće Francuske,[73] osnovano 2014. godine, povezano s Nacionalnom velikom ložom Francuske.

### Srbija
Vrhovni savjet Srbije po prvi put je utemeljen 1912. godine u Beogradu, Kraljevina Srbija. Bila je prva krovna organizacija srbijanskih masonskih loža, za razliku od drugih zemalja gdje je velika loža ta koja ih okuplja.

### Ujedinjeno Kraljevstvo i Irska
U Engleskoj i Walesu, čije je Vrhovno vijeće sa sjedištem u Londonu ovlastilo ono Sjeverne jurisdikcije SAD-a 1845. godine, Obred se kolokvijalno naziva Rose Croix dok je formalni naziv Drevni i prihvaćeni obred za Englesku i Wales (engl. Ancient and Accepted Rite for England and Wales). Engleska i Wales podijeljeni su na katari (Districts) kojima upravljaju kapiteli (Chapters) unutar svog distrikta. Kandidati se primaju izravno u 18. stupanj, dok se svi prethodni stupnjevi, počevši od 4. stupnja, dodjeljuju samo nominalno. Napredovanje iznad 30. stupnja ograničeno je na one koji su služili kao poglavari kapitela ružinog križa. Svi kandidati za članstvo moraju ispovijedati Trojstvenu kršćansku vjeru i biti majstori zidari najmanje godinu dana.
U Škotskoj, Vrhovno vijeće sa sjedištem u Edinburghu uspostavljeno je 1846. Red djeluje u kapitulima ružinog križa i otvoren je po pozivu za sve majstore s tri godine staža. Kandidati se primaju izravno u 18. stupanj, dok se svi prethodni stupnjevi, počevši od 4. stupnja, dodjeljuju samo nominalno. Nakon toga, dodjeljuje se 30. stupanj, pri čemu se svi prethodni stupnjevi od 19. do 29. također dodjeljuju isključivo nominalno. Naredni stupnjevi su strogo ograničeni u broju.
U Irskoj, Vrhovno vijeće sa sjedištem u Dublinu utemeljeno je 1824. godine od strane Južne jurisdikcije SAD-a. Kao i u Engleskoj u nazivu nema pridjev "škotski". Drevni i prihvaćeni obred postavlja stroge uvjete za članstvo. Pristup je moguć isključivo po pozivu, a članstvo u taboru Vitezova templara obavezni je preduvjet. Struktura stupnjeva ovog reda vrlo je slična poznatijem Škotskom redu u Americi, no, kao i u Engleskoj, napredovanje kroz pojedine stupnjeve moguće je isključivo po pozivu.

## Sjeverna Amerika

### Kanada
U Kanadi, Vrhovno vijeće je odobreno 1874. godine od strane Vrhovno vijeće Engleske i Walesa i sjedište mu je u Hamiltonu, Ontario. Nosi naziv Vrhovno vijeće 33. stupnja drevnog i priznatog Škotskog reda slobodnih zidara Kanade (engl. Supreme Council 33° Ancient and Accepted Scottish Rite of Freemasonry of Canada) i djeluje kroz 45 lokalnih organizacija ili "Dolina" (Valleys) diljem Kanade.

### Sjedinjene Američke Države
U Sjedinjenim Američkim Državama postoje četiri priznata vrhovna vijeća regularnog slobodnog zidarstva i svako od ovih vijeća ima svoje posebnosti koje ih međusobno razlikuju, bilo po strukturi, ritualima ili tradicijama:
- Vrhovno vijeće sa sjedištem u Washingtonu, Kolumbijski distrikt, kontrolira Južnu jurisdikciju,[83]
- Vrhovno vijeće sa sjedištem u Lexingtonu, Massachusetts, kontrolira Sjevernu jurisdikciju,[84]
- dva vrhovna vijeća afro-američkog slobodnog zidarstva:
  - Ujedinjeno vrhovno vijeće slobodnog zidarstva Princa Halla za južnu jurisdikciju
  - Ujedinjeno vrhovno vijeće slobodnog zidarstva Princa Halla za sjevernu jurisdikciju

U američkom sustavu Škotskog reda, članovi mogu biti izabrani za primanje 33. stupnja, koji dodjeljuje samo vrhovno vijeće. Ovaj najviši stupanj nosi počasni karakter i dodjeljuje se slobodnim zidarima koji su ostvarili značajan doprinos društvu ili slobodnom zidarstvu općenito.
Vrhovno vijeće, Južna jurisdikcija
Sa sjedištem u Washingtonu, Južna jurisdikcija Škotskog reda, često nazivana i Matično Vrhovno vijeće svijeta (Mother Supreme Council of the World), osnovana je 1801. godine u Charlestonu, Južna Karolina. Ona upravlja Škotskim redom u 35 saveznih država SAD-a, koje se unutar sustava nazivaju orijenti, a dalje se dijele na pokrajine poznate kao doline (Valleys), unutar kojih djeluju pojedinačna škotska tijela.
U Južnoj jurisdikciji, Vrhovno vijeće sastoji se od najviše 33 člana, poznatih kao aktivni članovi, a predvodi ih suvereni veliki zapovjednik (Sovereign Grand Commander). Ostali članovi Vrhovnog vijeća nose titulu suvereni veliki generalni inspektor (Sovereign Grand Inspector General), i svaki od njih vodi tijela Škotskog reda u svom orijentu (tj. saveznoj državi). Voditelji orijenata koji nisu članovi Vrhovnog vijeća nazivaju se namjesnici Vrhovnog vijeća (Deputies of the Supreme Council).
Vrhovno vijeće Južne jurisdikcije sastaje se svake neparne godine u kolovozu u Kući Hrama (House of the Temple), službenom sjedištu u Washingtonu. Tijekom tog sastanka, Dolina "Washington" izvodi 33. stupanj za one članove koji su izabrani da ga prime, kao i za one koji žele prisustvovati ceremoniji. U okviru tog tjedna održavaju se i zatvoreni sastanci između velikog zapovjednika i ostalih članova Vrhovnog vijeća, dok se petog dana sastanka organizira svečana javna ceremonija kojoj prisustvuju brojni slobodni zidari iz cijelog svijeta.
Vrhovno vijeće, Sjeverna jurisdikcija
Sjeverna jurisdikcija, sa sjedištem u Lexingtonu, Massachusetts, osnovana je 1813. godine, a bila je neaktivna od 1832. do 1845. Ona upravlja tijelima Škotskog reda u 15 saveznih država: Connecticut, Delaware, Illinois, Indiana, Maine, Massachusetts, Michigan, New Jersey, New Hampshire, New York, Ohio, Pennsylvania, Rhode Island, Wisconsin i Vermont. Za razliku od Južne jurisdikcije, Sjeverna nije podijeljena na orijente, već isključivo na doline (Valleys). Svaka dolina može imati do četiri tijela Škotskog reda, a svako tijelo zaduženo je za izvođenje određenog skupa stupnjeva.
Vrhovno vijeće Sjeverne jurisdikcije može imati najviše 66 članova, a vodi ga suvereni veliki zapovjednik (Sovereign Grand Commander). Članovi koji su izabrani u Vrhovno vijeće dobivaju naziv "aktivni član" (Active). U ovoj jurisdikciji, svi slobodni zidari koji prime 33. stupanj postaju počasni članovi Vrhovnog vijeća. Voditelj Škotskog reda u svakoj saveznoj državi Sjeverne jurisdikcije nosi naslov namjesnik Vrhovnog vijeća (Deputy of the Supreme Council), npr. u Ohiju je to namjesnik za Ohio, i tako redom za svaku državu. Svaki namjesnik ima jednog ili više aktivnih članova koji mu pomažu u upravljanju radom u toj državi. Aktivni članovi Vrhovnog vijeća koji su vjerno služili 10 godina ili su navršili 75 godina života mogu steći počasni status "aktivni u miru" (Active, Emeritus).
Vrhovno vijeće Sjeverne jurisdikcije sastaje se svake godine: parnim godinama u formi užeg sastanka, a neparnim godinama na redovnom godišnjem zasjedanju na kojem sudjeluju svi članovi. Tijekom neparnih godina, upravo na toj godišnjoj sjednici dodjeljuje se 33. stupanj novoizabranim kandidatima.
U Sjevernoj jurisdikciji postoji uvjet od 46 mjeseci članstva i aktivnosti prije nego što kandidat postane podoban za primanje 33. stupnja. Iako postoje priznanja poput Nagrade za zaslužno služenje (Meritorious Service Award) i Posebnog priznanja za istaknuti doprinos (Distinguished Service Award), ona nisu obvezni koraci prema 33. stupnju.

## Rasprostranjenost

### Regularno slobodno zidarstvo
Vrhovna vijeća Drevnog i prihvaćenog škotskog obreda djeluju na područjima nadležnosti sljedećih regularnih velikih loža temeljem potpisanih konkordata:
- Regularne velike lože u SAD-u
  - Vrhovno vijeće Drevnog i prihvaćenog škotskog obreda Sjedinjenih Američkih Država za južnu jurisdikciju[83]
    -  Velika loža Japana
    -  Velika loža Kine[d]
    -  Velika loža Portorika

  - Vrhovno vijeće 33. stupnja Drevnog prihvaćenog škotskog obreda Sjedinjenih Američkih Država za sjevernu jurisdikciju[84]
  - Vrhovno vijeće Louisiane 33. i posljednjeg stupnja Drevnog i prihvaćenog Škotskog obreda[92]
  - Ujedinjeno vrhovno vijeće 33. stupnja Drevnog i prihvaćenog škotskog obreda slobodnog zidarstva Princa Halla za južnu jurisdikciju[93]
  - Ujedinjeno vrhovno vijeće 33. stupnja Drevnog i prihvaćenog škotskog obreda slobodnog zidarstva Princa Halla za sjevernu jurisdikciju[94]
- Regularne velike lože u Kanadi → Vrhovno vijeće 33. stupnja Drevnog i prihvaćenog škotskog obreda slobodnog zidarstva Kanade[80]
- Ujedinjena velika loža Engleske → Vrhovno vijeće trideset trećeg stupnja Drevnog i prihvaćenog obreda za Englesku i Walesu te distrikate i prekomorska kapitele[95]
  -  Kotarska velika loža Cipra → Vrhovno vijeće 33. stupnja Drevnog i prihvaćenog škotskog obreda za Cipar[96]
- Velika loža Irske → Vrhovno vijeće Drevnog i prihvaćenog obreda za Irsku[97]
- Velika loža Škotske → Vrhovno vijeće trideset trećeg i posljednjeg stupnja Drevnog i prihvaćenog škotskog obreda za Škotsku[98]
- Veliki orijent Nizozemske → Red slobodnih zidara koji rade pod Vrhovnim vijećem 33. i posljednjeg stupnja Drevnog i prihvaćenog škotskog obreda za Kraljevinu Nizozemsku[99]
- Veliki orijent Italije → Vrhovno vijeće 33. i posljednjeg stupnja Drevnog i prihvaćenog Škotskog reda za talijansku masonsku jurisdikciju[100]
- Velika loža Luksemburga → Vrhovno vijeće Drevnog i prihvaćenog škotskog obreda za Veliko Vojvodstvo Luksemburg[101]
- Velika loža "Alpina" Švicarske → Vrhovno vijeće 33° i posljednjeg stupnja Švicarske[102]
- Velika loža Grčke → Vrhovno vijeće 33. i posljednjeg stupnja Drevnog i prihvaćenog škotskog obreda Grčke[103]
- Velika loža Turske → Vrhovno vijeće 33. i posljednjeg stupnja Drevnog i prihvaćenog škotskog obreda za Tursku[104]
- Nacionalna velika loža Francuske
  - Vrhovno vijeće za Francusku Drevnog i prihvaćenog škotskog obreda[71]
  - Vrhovno nacionalno vijeće Francuske[73]
- Velika loža Austrije → Vrhovno vijeće drevnog i prihvaćenog škotski obred u Austriji[105]
- Velika loža Finske → Vrhovno vijeće 33. stupnja Drevnog i prihvaćenog obreda za Finsku[106][107]
- Velika loža drevnih i prihvaćenih slobodnih zidara Njemačke (UVLNJ) → Vrhovno vijeće za Njemačku slobodnih zidara Drevnog i prihvaćenog škotskog obreda[108]
- Regularna velika loža Belgije → Vrhovno vijeće Drevnog i prihvaćenog škotskog obreda za Belgiju
- Velika loža Španjolske → Vrhovno vijeće 33. i posljednjeg stupnja Drevnog i prihvaćenog škotskog obreda za Španjolsku[109]
- Nacionalna velika loža Grčke → Vrhovno vijeće 33. i posljednjeg stupnja Drevnog i prihvaćenog škotskog obreda Grčke[110][111]
- Simbolička velika loža Mađarske → Vrhovno vijeće Mađarske 33. i posljednjeg stupnja Drevnog i prihvaćenog škotskog obreda
- Velika loža Češke → Vrhovno vijeće Drevnog i prihvaćenog Škotskog reda Češke[112]
- Nacionalna velika loža Poljske → Vrhovno vijeće 33. i posljednjeg stupnja Drevnog i prihvaćenog obreda slobodnih zidara Poljske[113]
- Legalna/Regularna velika loža Portugala → Vrhovno vijeće za Portugal 33. i posljednjeg stupnja Drevnog i prihvaćenog škotskog obreda[114]
- Ujedinjena velika loža Bugarske → Vrhovno vijeće 33. stupnja Drevnog i prihvaćenog škotskog obreda u Bugarskoj[115]
- Nacionalna velika loža Rumunjske → Vrhovno vijeće 33. i posljednjeg stupnja Drevnog i prihvaćenog škotskog obreda Rumunjske[116]
- Regularna velika loža Srbije → Vrhovni savjet Drevnog i prihvaćenog škotskog reda Srbije[117][118]
- Velika loža Rusije → Vrhovno vijeće Rusije 33. i posljednjeg stupnja Drevnog i prihvaćenog škotskog obreda[119]
- Velika loža Hrvatske → Vrhovno vijeće Škotskog obreda za Hrvatsku[120]
- Velika loža Estonije → Vrhovno vijeće Drevnog i prihvaćenog obreda za Estoniju
- Velika loža Slovenije → Vrhovno vijeće Škotskog obreda za Sloveniju
- Velika loža Andore → Vrhovno vijeće Drevnog i prihvaćenog škotskog obreda Andore
- Velika loža Litve → Vrhovno vijeće Drevnog i prihvaćenog škotskog obreda za Litvu
- Velika loža Latvije → Vrhovno vijeće 33. stupnja Latvije Drevnog i prihvaćenog škotskog obreda[121]
- Velika loža Bosne i Hercegovine → Veliki savjet Starog i prihvaćenog slobodnozidarskog škotskog reda Bosne i Hercegovine[122]
- Velika loža Armenije → Vrhovno vijeće Drevnog i prihvaćenog škotskog obreda Armenije
- Velika loža Ukrajine → Vrhovno vijeće Drevnog i prihvaćenog škotskog obreda Ukrajine
- Velika loža Cipra → Vrhovno vijeće 33. i posljednjeg stupnja za Cipar Drevnog i prihvaćenog škotskog obreda[123]
- Velika loža Slovačke → Vrhovno vijeće 33. i posljednjeg stupnja Slovačke Drevnog i prihvaćenog škotskog obreda[124]
- Regularna nacionalna velika loža Kneževine Monako → Vrhovno vijeće Drevnog i prihvaćenog škotskog obreda Kneževine Monako
- Nacionalna velika loža Azerbajdžana → Vrhovno vijeće 33. i posljednjeg stupnja za Azerbajdžan Drevnog i prihvaćenog škotskog obreda[125]
- Velika loža Albanije → Vrhovno vijeće Drevnog i prihvaćenog škotskog obreda Albanije
- Regularne velike lože u Meksiku → Vrhovno vijeće 33. i posljednjeg stupnja Drevnog i prihvaćenog škotskog obreda za masonsku jurisdikciju Sjedinjenih Meksičkih Država[126][127]
- Velika loža Kube → Vrhovno vijeće 33. stupnja za Relubliku Kubu Drevnog i prihvaćenog škotskog obreda[128][129]
- Velika loža Paname → Vrhovno nacionalno vijeće Paname Drevnog i prihvaćenog škotskog obreda[130]
- Regularne velike lože u Brazilu
  - Vrhovno vijeće 33. stupnja Drevnog i prihvaćenog škotskog obreda slobodnog zidarstva za Saveznu Republiku Brazil[131]
  - Vrhovno vijeće Brazila 33. stupnja Drevnog i prihvaćenog škotskog obreda[132]
- Velika loža Čilea → Vrhovno vijeće 33. stupnja za Republiku Čile[133]
- Simbolička velika loža Paragvaja → Vrhovno vijeće 33. stupnja Drevnog i prihvaćenog škotskog obreda za Republiku Paragvaj[134]
- Velika loža Republike Venezuele → Vrhovno vijeće Venezuele
- Velika loža Argentine → Vrhovno vijeće 33. stupnja Drevnog i prihvaćenog škotskog obreda za Republiku Argentinu[135]
- Regularne velike lože u Australiji → Vrhovno vijeće 33. stupnja Drevnog i prihvaćenog škotskog obreda za Australiju[136]
- Velika loža Novog Zelanda → Vrhovno vijeće Drevnog i prihvaćenog obreda (Rose Croix) za Novi Zeland[137]
- Velika loža Indije → Vrhovno vijeće 33. stupnja Drevnog i prihvaćenog škotskog obreda za Indiju[138]
- Velika loža Filipina → Vrhovno vijeće 33. stupnja Drevnog i prihvaćenog škotskog obreda slobodnog zidarstva za Republiku Filipini[139]
- Velika loža Države Izrael → Vrhovno vijeće 33. i posljednjeg stupnja Drevnog i prihvaćenog škotskog obreda slobodnog zidarstva za Državu Izrael[140][141]
- Velika loža Irana u progonstvu → Vrhovno vijeće Irana u progonstvu[142]
- Velika loža Južne Afrike → Vrhovno vijeće Drevnog i prihvaćenog Škotskog obreda slobodnog zidarstva za Južnu Afriku[143]

### Liberalno slobodno zidarstvo
Vrhovna vijeća Drevnog i prihvaćenog škotskog obreda djeluju na područjima nadležnosti sljedećih liberalnih velikih loža temeljem potpisanih konkordata:
- Veliki orijent Francuske → Vrhovno vijeće Škotskog obreda[69]
- Velika ženska loža Francuske → Vrhovno žensko vijeće za Francusku[72]
- Veliki orijent Austrije → Veliki kolegij Drevnog i prihvaćenog škotskog obreda Austrije[144]
  -  Veliki orijent Slovenije
- Velika nacionalna loža Hrvatske → Vrhovni savjet Hrvatske 33. i posljednjeg stupnja Drevnog i prihvaćenog škotskog obreda[145]
- Velika simbolička loža Hrvatske → Vrhovni savjet Hrvatske 33. i posljednjeg stupnja Drevnog i prihvaćenog škotskog obreda[146]

### Tradicionalno slobodno zidarstvo
- Velika loža Francuske → Vrhovni savjet Francuske[70]
- Velika tradicionalna i simbolička loža "Opera" → Vrhovno vijeće Drevnog i prihvaćenog škotskog obreda "Lux ex Tenebris"